# Jacob Wright
Jacob Wright (Tallahassee, 19 aprile 1997) è un giocatore di football americano statunitense attualmente free agent.
Ha giocato nella squadra universitaria degli Averett Cougars, firmando in seguito con la squadra tedesca degli Allgäu Comets (con i quali non ha potuto giocare a causa dell'annullamento del campionato tedesco 2020) e con i finlandesi Helsinki Wolverines (con i quali ha rescisso il contratto prima dell'inizio del campionato) per passare in seguito alla squadra professionistica tedesca degli Stuttgart Surge.
I Surge l'hanno tagliato dopo la seconda giornata di campionato in seguito ad un caso di insulti razzisti.